# Amy Yasbeck
Amy Marie Yasbeck (Cincinnati, Ohio, 12 de setembro de 1962) é uma atriz americana de cinema e televisão.

## Biografia
Yasbeck nasceu em Blue Ash, Cincinnati, Ohio. Filha de Dorothy Murphy (1922-1984), uma dona de casa, e John Yasbeck (1921-1982), um açougueiro e dono de mercearia. Ela possui ascendência irlandesa e libanesa. Quando criança, Yasbeck foi destaque na arte de pacotes para a Betty Crocker Easy-Bake Oven. Anos mais tarde, em 2000, ela foi presenteada com um novo Forno Easy-Bake no show I've Got a Secret, para a qual ela era membro do painel regular.
Ela passou o fundamental, o ginásio e o colegial em duas escolas católicas diferentes: Summit Country Day School e Ursuline Academy. Depois de perder seus pais, o pai de um ataque cardíaco e sua mãe de enfisema, Yasbeck se mudou para Nova York.

## Filmografia
| Cinema     | Cinema                       | Cinema                                | Cinema                                                                                                  |
| Ano        | Filme                        | Papel                                 | Notas                                                                                                   |
| ---------- | ---------------------------- | ------------------------------------- | --- |
| 1987       | House 2: The Second Story    | Jana                                  | |
| 1990       | Pretty Woman                 | Elizabeth Stuckey                     | |
| 1990       | Problem Child                | Florence "Flo" Healy                  | |
| 1991       | Problem Child 2              | Annie Young                           | |
| 1992       | The Nutt House               | Diane Nutt                            | |
| 1993       | Robin Hood: Men in Tights    | Maid Marian                           | |
| 1994       | The Mask                     | Peggy Brandt                          | |
| 1995       | Home for the Holidays        | Ginny Johnson Drewer                  | |
| 1995       | Dracula: Dead and Loving It  | Mina Seward                           | |
| 1998       | Denial                       | Claudia                               | |
| 1998       | The Odd Couple II            | Stewardess                            | |
| Televisão  |                              |                                       | |
| Ano        | Título                       | Papel                                 | Notas                                                                                                   |
| 1985       | Rockhopper                   | Sonia Petrova                         | Unsold CBS TV-Pilot                                                                                     |
| 1986–1987  | Days of our Lives            | Olivia Reed                           | |
| 1987       | Dallas                       | Mary Elizabeth                        | Episódio: A Death in the Family Episódio: The Ten Percent Solution]]                                    |
| 1987       | Spies                        | Margo                                 | Episódio: Right or Wrong                                                                                |
| 1987       | Werewolf                     | Deidra                                | Episódio: Nothing Evil in These Woods]]                                                                 |
| 1987       | J.J. Starbuck                | Doreen                                | Episódio: Piloto                                                                                        |
| 1987–1988  | Magnum, P.I.                 | Diana                                 | Episódio: Pleasure Principle Episódio: Tigers Fan Episódio: Resolutions (1) Episódio: Resolutions (2)]] |
| 1988       | China Beach                  | Airplane Stewardess                   | Episódio: Piloto                                                                                        |
| 1988       | Splash, Too                  | Madison Bauer                         | ABC TV-Movie                                                                                            |
| 1989       | Trenchcoat in Paradise       | Nan Thompson                          | CBS TV-Movie                                                                                            |
| 1989       | Murphy Brown                 | Young Lady in Bar                     | Episódio: Why Do Fools Fall in Love?                                                                    |
| 1989       | Little White Lies            | Vicki                                 | NBC TV-Movie                                                                                            |
| 1989       | Generations                  | Carla                                 | |
| 1990       | Midnight Caller              | Mary Lou Harper                       | Episódio: The Hostage Game                                                                              |
| 1990       | Poochinski                   | Frannie Reynolds                      | Unsold NBC TV-Pilot                                                                                     |
| 1990, 1993 | Matlock                      | Model Lauren Chadwick Cheryl Atkinson | Episódio: The Cover Girl Episódio: The Debt]]                                                           |
| 1991       | Murder, She Wrote            | Connie Canzinaro                      | Episódio: Family Doctor]]                                                                               |
| 1991       | Dillinger                    | Elaine                                | ABC TV-Movie                                                                                            |
| 1991       | The Cosby Show               | Alicia Evans                          | Episódio: Total Control                                                                                 |
| 1992       | Get a Life                   | Evelyn                                | Episódio: Girlfriend 2000]]                                                                             |
| 1992       | Designing Women              | Tiffany                               | Episódio: A Little Night Music]]                                                                        |
| 1992       | Quantum Leap                 | Frankie Washarskie                    | Episódio: Stand Up]]                                                                                    |
| 1993       | Street Justice               | Nancy                                 | Episódio: The Wall                                                                                      |
| 1994       | Diagnosis: Murder            | Karen Davis                           | Episódio: The Restless Remains]]                                                                        |
| 1994       | Dave's World                 | Julie                                 | Episódio: The Funeral                                                                                   |
| 1994–1997  | Wings                        | Casey Chapel Davenport                | |
| 1995       | Platypus Man                 | Wendy                                 | Episódio: Piloto                                                                                        |
| 1996       | Bloodhounds II               | Sharon                                | TV-Movie                                                                                                |
| 1996       | Sweet Dreams                 | Laura Renault                         | NBC TV-Movie                                                                                            |
| 1997–1998  | Alright Already              | Renee                                 | |
| 1998       | Dead Husbands                | Betty Lancing                         | TV-Movie                                                                                                |
| 1999       | It's Like, You Know...       | Karen                                 | Episódio: The Sweet Smell of Success                                                                    |
| 2002       | House Blend                  | Sally Harper                          | TV-Pilot                                                                                                |
| 2003       | Just Shoot Me!               | Skyler                                | Episódio: For the Last Time, I Do]]                                                                     |
| 2005       | Life on a Stick              | Michelle Lackerson                    | |
| 2006       | That's So Raven              | Joni Daniels                          | Episódio: The Ice Girl Cometh]]                                                                         |
| 2007       | Shorty McShorts' Shorts      | Danielle                              | Voz Episódio: Flip-Flopped                                                                              |
| 2008       | The Daniel Family Chronicles | Joni Daniels                          | Main role Episódio: (4 filmed)                                                                          |
| 2010       | Hot in Cleveland             | Hailey Nash                           | Episódio: The Sex That Got Away                                                                         |

## Ligações Externas
- Amy Yasbeck no AdoroCinema